# متغير أزرق مضيء

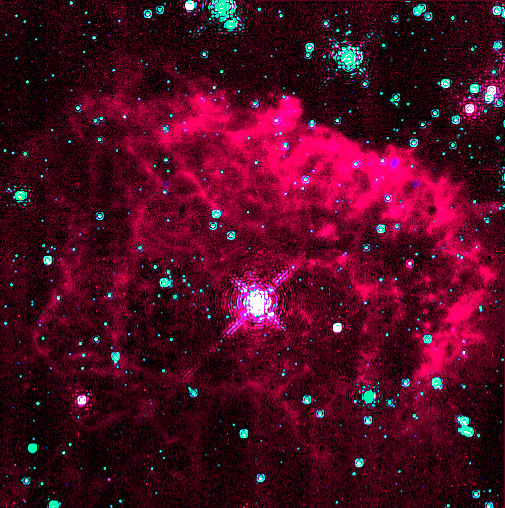
نجم المسدس، ربما يكون أشد النجوم المعروفة إضاءةً (الألوان اختيارية).

متغير أزرق مضيء في علم الفلك (بالإنجليزية: Luminous blue variable أو S Doradus variable) هو نجم عملاق عظيم فائق الكتلة متغير شديد الإضاءة أزرق، سمي بعد اكتشاف نجم S أبو سيف (S Doradus) وهو أشد النجوم إضاءةً في مجرة ماجلان الكبرى.
وتوجد مجرة ماجلان الكبرى بالقرب من مجرتنا مجرة درب التبانة وهي تابعة لمجرتنا وتقع على بعد نحو 170.000 سنة ضوئية من الأرض. تتغير إضاءة تلك الأنواع العظيمة الكتلة من النجوم العملاقة ببطء وتكون تلك التغيرات مصحوبة أحيانا بثورات صغيرة الحجم على النجم يطرد خلالها النجم جزءا من مادته إلى الفضاء. أمثال تلك النجوم العملاقة المتغيرة إيتا الجؤجؤ، وبي الدجاجة، وإس أبو سيف. وأمثال تلك النجوم نادرة، ويحتوي الفهرس العام للنجوم المتغيرة على نحو 20 فقط منها كنوع نجوم إس أبو سيف SDor.

تختصر تسمية متغير أزرق مضيء بالإنجليزية بالاختصار LBV
وهي نجوم أشد إضاءة ملايين المرات من الشمس وتصل كتلة النجم منها إلى نحو 150 كتلة شمسية. أي أنها عمالقة تصل إلى حد إدنجتون النظري بالنسبة إلى أكبر كتلة يمكن أن تصل إليها كتلة نجم، مما يجعلهم من أشد النجوم إضاءة ويشكلون قائمة أشد النجوم إضاءة، وهي أشدها حرارة لسطحها وأشدها إشعاعا للطاقة في الكون.
إذا كبرت الكتلة عن ذلك فإن جاذبيتها تصل إلى حد لا تستطيف معه عمل توازن بينها وبين ضغط الإشعاع الذي يشتد تأثيره إلى حد تشتيت الطبقات العليا من النجم في الفضاء في هيئة ريح نجمية يفقد من خلالها النجم جزءا من كتلته. لذلك نجد ان تلك النجوم تكون محاطة دائما بغازات وغبار منبعثة منها. واقرب تلك النجوم منا إيتا الجؤجؤ وهو نجم عملاق قام الفلكيون بدراسته بالتفصيل. ونظرا لكبر كتل تلك العمالقة الفائقة، وشدة ضيائهم يكون عمرهم قصيرا جدا فيبلغ عمر النجم منهم عدة ملايين السنين فقط. (هذا بالمقارنة بالنجوم المتوسطة أو الصغيرة مثل شمسنا التي يبلغ عمرها الكلي نحو 10 مليارات من السنين، قضت الشمس منهم حتى الآن نحو 4.5 مليار سنة حيث استهلكت الشمس حتى الآن نحو نصف وقودها النووي من الهيدروجين).

## الاكتشاف والتاريخ

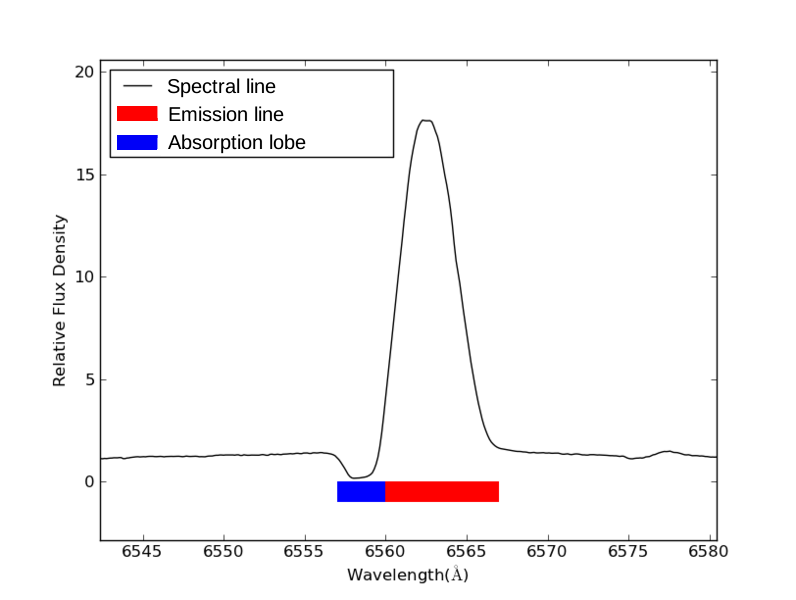
تصوير طيفي لنجم P الدجاجة

عُرفت المتغيرات الزرقاء المضيئة بّي الدجاجة وإيتا القاعدة على أنها متغيرات غير اعتيادية منذ القرن السابع عشر، لكن لم تُفهم طبيعتها بشكل صحيح كليًا حتى الآونة الأخيرة.
نشر جون تشارلز دونكان عام 1922 أوّل ثلاثة نجوم متغيرة مُكتشفة في مجرة خارجية، وهي المتغيرات 1 و2 و3 في مجرة المثلث (مسييه 33). وتبعه بذلك إدوين هابل إذ نشر ثلاثة نجوم أخرى عام 1926، وهي: إيه، وبي، وسي في المجرة مسييه 33. أضاف هابل أيضًا في العام 1929 قائمة من المتغيرات الزرقاء التي اكتشفها في مجرة مسييه 31. من بين هذه المتغيرات، تُبعت فار إيه، وفار بي، وفار سي، وفار2 في مجرة مسييه33، وفار 19 في مسييه31، بدراسات تفصيلية أجراها هابل وآلن سانديغ عام 1953. استُثني فار1 في مجرة مسييه 33 بسبب خفوته الشديد، وصُنّف فار3 بصفة متغير قيفاوي. وُصفت هذه المتغيرات في ذلك الوقت بالمتغيرات غير المنتظمة، على الرغم أنه من الواضح أنها ألمع النجوم في تلك المجرات. تضمن الورقة الأصلية لهابل وسانديغ هامشًا أُشير فيه أنه ربما يكون نجم إس أبو سيف ينتمي لذات النوع من النجوم، لكن مع التعبير عن تحفظات شديدة، لذلك سينتظر هذا الرابط عقودًا عديدة قبل أن يُثبت.
أشارت عدة أوراق لاحقة إلى النجوم الخمسة التي اكتشفها هابل وسانديغ بصفتها متغيرات. أُضيفت النجوم التالية في سبعينيات القرن العشرين إلى القائمة وهي فار83 في مجرة مسييه33، وإيه إي أندروميدا، وإيه إف أندروميدا (=فار19)، وفار15، وفار إيه-1 في المجرة مسييه31، ووصف هذه النجوم العديد من المؤلفين «بالمتغيرات الزرقاء المضيئة»، على الرغم من عدم كونه اسمًا رسميًا في ذلك الوقت. عُثر على طيف يحتوي خطوط طيفية من مخططات بّي الدجاجة وقورن مع إيتا القاعدة. نشرت روبرتا إم همفريز دراسة تشمل ثمانية متغيرات في المجرتين مسييه31 ومسييه33 (متضمنة فار إيه) عام 1978، وأشارت إلى انها متغيرات زرقاء مضيئة، وأيضًا ربطتها بفئة إس أبو سيف من النجوم المتغيرة. وفي عرض قدمه بيتر كونتي في ندوة للاتحاد الدولي للجامعات عام 1984، وضع متغيرات إس أبو سيف، ومتغيرات هابل وسانديغ، وإيتا القاعدة، وبّي الدجاجة، ونجوم مشابهة أخرى معًا في نفس المجموعة تحت مصطلح «متغيرات زرقاء مضيئة» واختُصرت إلى إل بي في. وقد فصلهم بشكل واضح عن النجوم الزرقاء المضيئة الأخرى، مثل نجوم وولف-رايت.
عادة ما تسمى أنواع النجوم المتغيرة بعد اكتشاف المتغير الأول، على سبيل المثال متغيرات دلتا الترس، سُمّيت بعد اكتشاف النجم دلتا الترس. كان بّي الدجاجة أوّل متغير أزرق مضيء جرى تحديده بصفة نجم متغير، وقد أُشير إلى هذه النجوم بمتغيرات من نوع بّي الدجاجة. أوضح فهرس النجوم المتغيرة العام وجود احتمال للالتباس بين مخططات بّي الدجاجة، إذ يمكن أن نجدها في أنواع أخرى من النجوم، واختار الاختصار إس دي أو أر للتعبير عن «المتغيرات من نوع إس أبو سيف». استُخدم مصطلح «متغير إس أبو سيف» لوصف بّي الدجاجة، وإس أبو سيف، وإيتا القاعدة، ومتغيرات هابل وسانديغ في مجموعة واحدة جميعها عام 1974.

## تطوره
التصور النظري لعلماء الفلك يعتقد أن المتغير الأزرق المضيء هو مرحلة في تطور النجوم العملاقة العظيمة تحثهم كتلتهم الفائقة الكبر وشدة حرارتهم على فقد جزء باستمرار من كتلتهم في عملية إيجاد توازن بين ضغط الإشعاع الناتج في قلبها نحو الخارج وبين قوى الجاذبية التي تعمل على تجميع المادة من الخارج إلى الداخل.
وخلال تلط العملية يمرون بمرحلة نجم ولف-رايت قبل أن ينفجر العملاق منهم في صورة مستعر أعظم. فإذا لم يفقد النجم قدرا كافيا من كتلته فقد ينفجر في صورة مستعم أعظم شديد يكون ناشيء عن ما يسمى عدم استقرار زوجي pair-instability.
بعض النماذج تعتبر أن النجم LBV 1806-20 أو نجم المسدس قد يكون أشد النجوم المعروفة سطوعا.